# Vincent-René Barbet du Bertrand
Pour les articles homonymes, voir Barbet et Bertrand.
Vincent-René Barbet du Bertrand, né le 12 octobre 1770 à Tours et mort le 4 février 1852 à Paris, est un oratorien, publiciste et homme de lettres français.

## Biographie
Vincent-René Barbet du Bertrand est le fils de Vincent René Barbet, fabricant en draperies de laine, et de Thérèse Mollandin. Entré dans les ordres au sein de la Congrégation de l'Oratoire, il est professeur au collège d'Arras, où il enseignait la littérature, au moment de la Révolution. Il quitte alors les ordres et se marie. Arrêté en 1792, il retrouve sa liberté au 10 août et est nommé administrateur du district de Bapaume au mois de septembre suivant, fonctions qu'il conserve jusqu'en 1794. Après la chute de Robespierre, il s'installe à Paris, où il survit de sa plume et de leçons de latin. Après le Coup d'État du 18 fructidor, il rentre au service de Jean-François Reubell.

## Publications
- Le canon d'alarme prêt à tirer dans toute la France, par les anarchistes (1993)
- Règne de Louis XVIII, ou histoire politique et générale de l'Europe depuis la Restauration, 1825, Paris, deux volumes, 432 et 472 pages, lire en ligne tome premier,  lire en ligne tome second ;
- L'Hypocrite, ou les Infortunes de la princesse d'Angleterre (1822)
- L'Appel au peuple, ou l'Accent de la vérité sur un éminent personnage, par V.-R. Barbet (1820)
- Le Mariage malheureux, ou Mathurin et Madeleine, histoire véritable, par V.-R. Bar*** (Barbet) (1813)
- Les Trois hommes illustres, ou Dissertations sur les institutions politiques de César-Auguste, de Charlesmagne et de Napoléon Bonaparte, ouvrage dédié à S. M. I. l'Empereur de toutes les Russies, par M. Barbet,... (1803)
- Loge centrale des véritables francs-maçons, ou Lettre d'un philosophe du Nord à Mme la princesse de N*** (par V.-R. Barbet Du Bertrand) (1802)
- Voyage du premier consul à Bruxelles (1802)
- Lettres de Mr de Fronsac, fils du duc de Richelieu, au chevalier Dumas, ou Son histoire de quelques mois à la cour de Russie (1801)
- L'Ombre de Camille-Desmoulins, ou Mon opinion sur le Gouvernement révolutionnaire, par Barbet (1794)
- Maximum démontré contre-révolutionnaire (1793)
- La Sentinelle du Nord
- Almanach philosophique, ou Réflexions historico-philosophico-comiques sur le costume ecclésiastique et les cérémonies religieuses, par Barbet, dernière victime du dernier des tyrans de la France
- La Bouche de fer, journal politique et littéraire rédigé par Darcet neveu et Barbet. 21 mai(-16 juin) 1797
- Le Canon d'alarme prêt à tirer dans toute la France, par les anarchistes, avis pressant au nouveau Tiers pour sauver la patrie, par un impartial (V.-R. Barbet Du Bertrand
- La Conduite du Directoire dévoilée et le détail sur l'arrivée à Paris de vingt-cinq mille hommes de troupes. (Signé : Barbet.)
- De la Liberté de la presse sous un gouvernement monarchique, par M. Barbet. - Prospectus. Le Machiavel français, ou *Dissertations politiques sur l'histoire de France, depuis la conquête par les Romains jusqu'à nos jours
- L'agonie de la liberté, ou Gare le gouvernement militaire
- Vie politique des membres du nouveau Tiers (par V.-R. Barbet Du Bertrand)
- Diogène à Paris
- L'Écho des cercles patriotiques
- L'Ami de la constitution républicaine, ou le Thermomètre de l'opinion publique et du commerce